# Адамян, Арнольд Арамович
Арнольд Арамович Адамян (6 сентября 1935, Ереван, Армянская ССР, СССР — 11 сентября 2012, Москва, Российская Федерация) — советский и российский хирург, доктор медицинских наук, профессор, академик РАМН, заведующий отделом перевязочных, шовных и полимерных материалов в хирургии Института хирургии имени А. В. Вишневского.

## Биография
В 1943 году был принят в класс одарённых детей при Ереванской консерватории. В 1944 году поступил в среднюю школу № 30 имени Чкалова.
В 1960 году окончил лечебный факультет Ереванского государственного медицинского института. После окончания два года работал врачом-ординатором хирургического отделения областного онкологического диспансера города Калинина, где освоил ряд онкологических операций, а также принципы лечения онкологических больных.
С 1962 по 1963 гг. — клинический ординатор, а до 1966 аспиратн Института хирургии имени А. В. Вишневского АМН СССР.
В 1964 году защитил кандидатскую диссертацию на тему «Отдалённые последствия слепых огнестрельных ранений лёгких». Через шесть лет защитил докторскую диссертацию на тему «Клинико-морфологическая характеристика и хирургическое лечение периферического рака лёгкого».
С 1966—1970 гг. — младший научный сотрудник в отделении торакальной хирургии Института хирургии имени А. В. Вишневского. Затем в течение тринадцати лет работал старшим научным сотрудником в отделении торакальной хирургии Института хирургии. В 1983 году стал руководителем руководитель лаборатории перевязочных, шовных и полимерных материалов в хирургии института.
С 1988 года — заведующий отделом перевязочных, шовных и полимерных материалов Института хирургии имени А. В. Вишневского РАМН,
- 1989 г. — присвоено учёное звание профессора,
- 1997 г. — член-корреспондент РАМН,
- 2005 г. — академик РАМН.

Автор более 650 публикаций в отечественных и зарубежных изданиях, в том числе — 6 монографиях, 1 атласе, 8 методических рекомендациях и 10 сборниках научных трудов. Автор более 90 изобретений. Под его руководством выполнены 48 кандидатских и 23 докторских диссертаций.
Скончался 11 сентября 2012 года во сне в своей квартире на Ленинском проспекте в Москве. Похоронен на Троекуровском кладбище. Автор памятника Ваге Согоян.

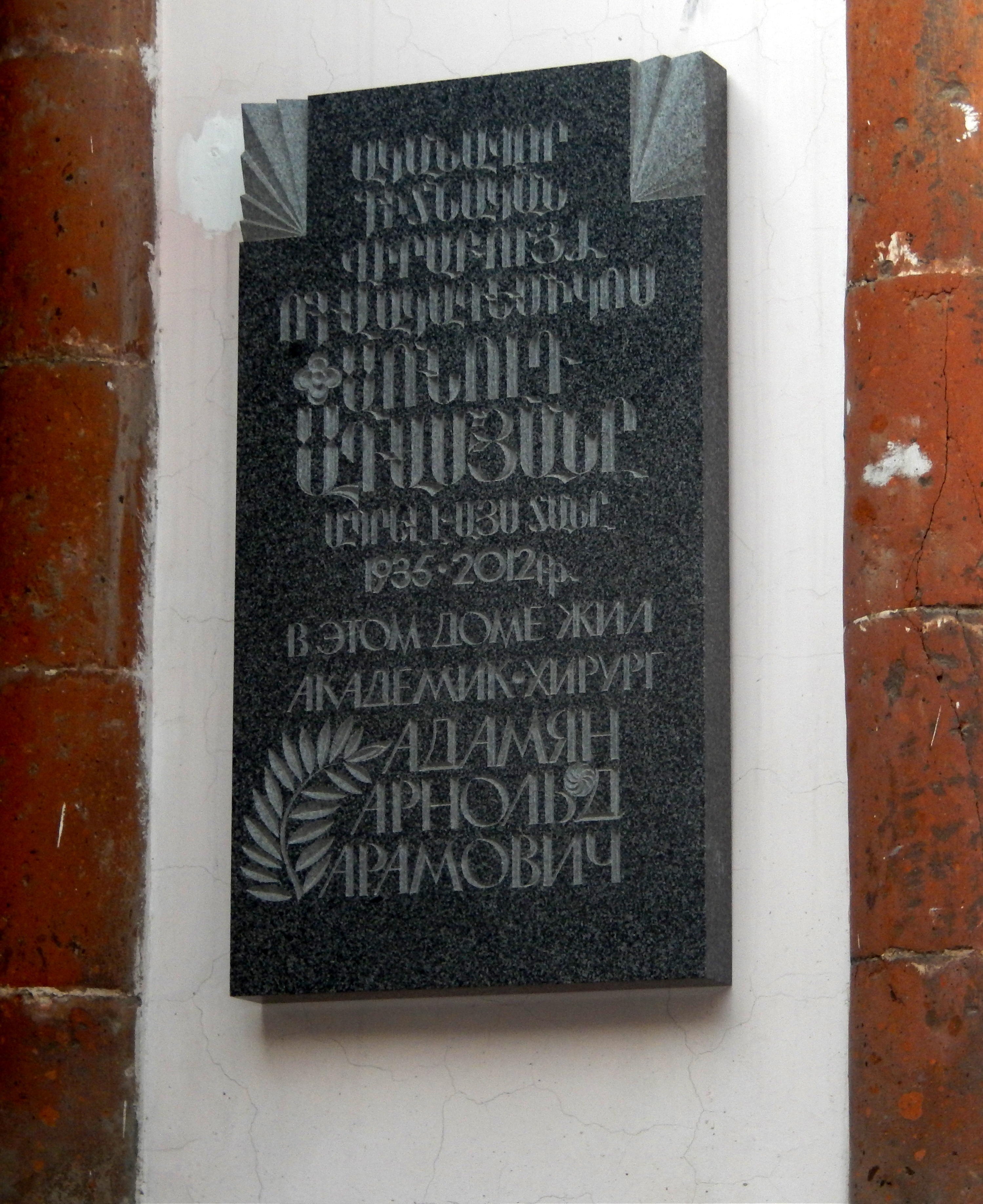
Ереван, ул. Казара Парпеци, 9

## Семья
Был женат на Лейле Адамян (20 января 1949), главном акушере-гинекологе Минздрава России. Две дочери — Степанян Ася Арнольдовна (урожд. Адамян; 1970 г.р.) и Осипова Агнесса Арнольдовна (урожд. Адамян; 1971 г.р.), обе гинекологи, и пять внуков — Михаил, Екатерина, Лейла, Эдуард и Наташа.

## Научная деятельность
Совместно с В. Д. Портным одними из первых в стране разработали в эксперименте пересадку лёгких и методы перфузии донорского лёгкого, предотвращающие развитие ателектаза. В 1960-е годы учёный испытал первый миниатюрный отечественный лазер (1 Дж), на котором выявил ряд важных особенностей лазерных лучей. Впервые в институте он выполнил операцию пневмонэктомии с внутриперикардиальной перевязкой сосудов при распространённом раке лёгкого, а также расширенную пневмонэктомию с резекцией грудной стенки.
Создал научное направление «Полимеры в хирургии» и впервые разработал методику удаления металлических осколков снарядов и пуль из лёгких под контролем электронно-оптического преобразователя. Научная деятельность А. А. Адамяна посвящена клинико-морфологическим аспектам опухолей, репаративной регенерации тканей, геронтологическим аспектам хирургии, оперативному лечению распространённых десмоидных фибром различной локализации, герниологии — лечению многократно рецидивирующих гигантских грыж, пластике обширных дефектов грудной и брюшной стенок, лечению гнойных ран, проблеме эмболизации и эмболизирующим материалам.
Один из основателей современной отечественной школы пластических хирургов. Им впервые детализирована клиническая картина липоматоза Маделунга, описаны зоны роста липоматозных опухолей, с учётом которых разработана классификация болезни и варианты хирургического лечения.
Впервые в мировой практике разработаны и реализованы в клинике одномоментно-синхронные и одномоментно-интегрированные пластические операции, позволяющие одним вмешательством ликвидировать урогенитальные пороки и дефекты передней брюшной стенки или же одномоментно выполнить ряд эстетических операций.
Учёным и его учениками впервые в России выполнены и внедрены в практику ненатяжные методы герниопластики с применением сетчатых эндопротезов и систем на их основе, разработан ряд пластических операций с применением эндопротезов различной природы. Предложены щадящие радикальные резекции при раке молочной железы с одномоментным её восстановлением, уточнены показания и противопоказания к их выполнению.

## Основные труды
- «Отдалённые последствия слепых огнестрельных ранений лёгкого» (1965),
- «Осколочные и пулевые ранения лёгких многолетней давности» (1974),
- «Хирургия органов средостения» (1977),
- «Периферический рак легкого» (1977),
- «Липоматоз Маделунга» (2004),
- «Синдром Поланда» (2004),
- «Атлас пластических операций на грудной стенке с использованием полимерных материалов» (1994).

## Награды и звания
- Награждён орденами «За заслуги перед Отечеством» IV степени и Дружбы (2002).
- Лауреат премии Правительства РФ в области науки и техники (1999).
- заслуженный изобретатель РФ (1992).
- «Серебряный крест» Союза армян России — за активную общественную деятельность по сплочению армян в регионах, сохранению национальной самобытности, защите прав и интересов, росту авторитета «Союза армян России» и поддержанию мира и согласия с различными этническими группами, населяющими Россию, а также активное участие в организации, развитии и укреплении связей между общественностью России и Армении, помощи населению Юга России, пострадавшего от небывалого стихийного бедствия — наводнения[2].